# Polscy piłkarze-zdobywcy Pucharu Europy

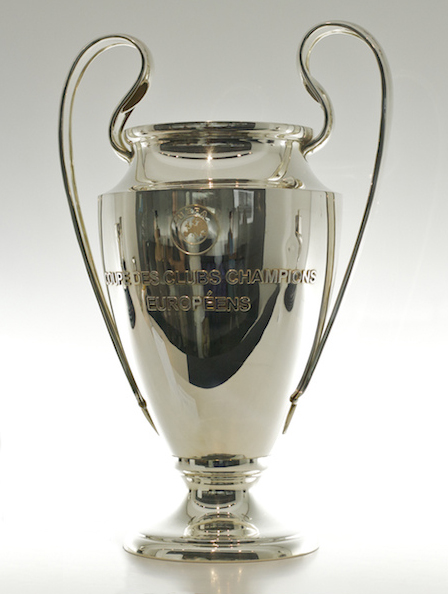
Puchar UEFA Champions League

Polscy piłkarze-zdobywcy Pucharu Europy – polscy piłkarze, którzy uczestniczyli w zdobyciu przez swój zespół tytułu najlepszej klubowej drużyny kontynentu; do 1992 Pucharu Europy Mistrzów Klubowych, a od 1993 Pucharu UEFA Champions League, którym honorowana jest drużyna wygrywająca Ligę Mistrzów.
Dotychczas tego zaszczytu dostąpiło sześciu polskich piłkarzy:
- Zbigniew Boniek – Puchar Europy Mistrzów Klubowych w 1984/1985 roku[3],
- Józef Młynarczyk – Puchar Europy Mistrzów Klubowych w 1986/1987 roku[4],
- Sławomir Wojciechowski – Puchar Ligi Mistrzów UEFA w 2000/2001 roku[5],
- Jerzy Dudek – Puchar Ligi Mistrzów UEFA w 2004/2005 roku[6],
- Tomasz Kuszczak – Puchar Ligi Mistrzów UEFA w 2007/2008 roku[7],
- Robert Lewandowski – Puchar Ligi Mistrzów UEFA w 2019/2020 roku[8].

## Zbigniew Boniek

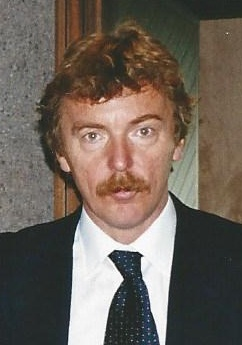
Zbigniew Boniek

Zbigniew Boniek, napastnik, wielokrotny reprezentant polskiej drużyny narodowej, zdobył Puchar Europy Mistrzów Klubowych grając w barwach ówczesnego mistrza Włoch Juventusu. Mecz finałowy odbył się na stadionie Heysel w Brukseli w dniu 29 maja 1985 roku. Juventus pokonał Liverpool 1:0.
Przed rozpoczęciem meczu w wyniku zamieszek pomiędzy kibicami zawaliła się betonowa trybuna i doszło do tragedii. Mimo to, aby nie zaogniać sytuacji sędzia zdecydował, że mecz zostanie rozegrany. Piłkarze nie zostali poinformowani o tragedii. Dopiero później, po zakończeniu meczu, okazało się, że śmierć poniosło 39 osób, a rannych zostało ponad 600.
Dwa lata wcześniej, 25 maja 1983 roku, Zbigniew Boniek wraz z Juventusem grał w finale Pucharu Europy Mistrzów Klubowych przeciwko Hamburger SV na Stadionie Olimpijskim w Atenach. Mecz zakończył się wynikiem 1:0 dla Hamburger SV.

## Józef Młynarczyk

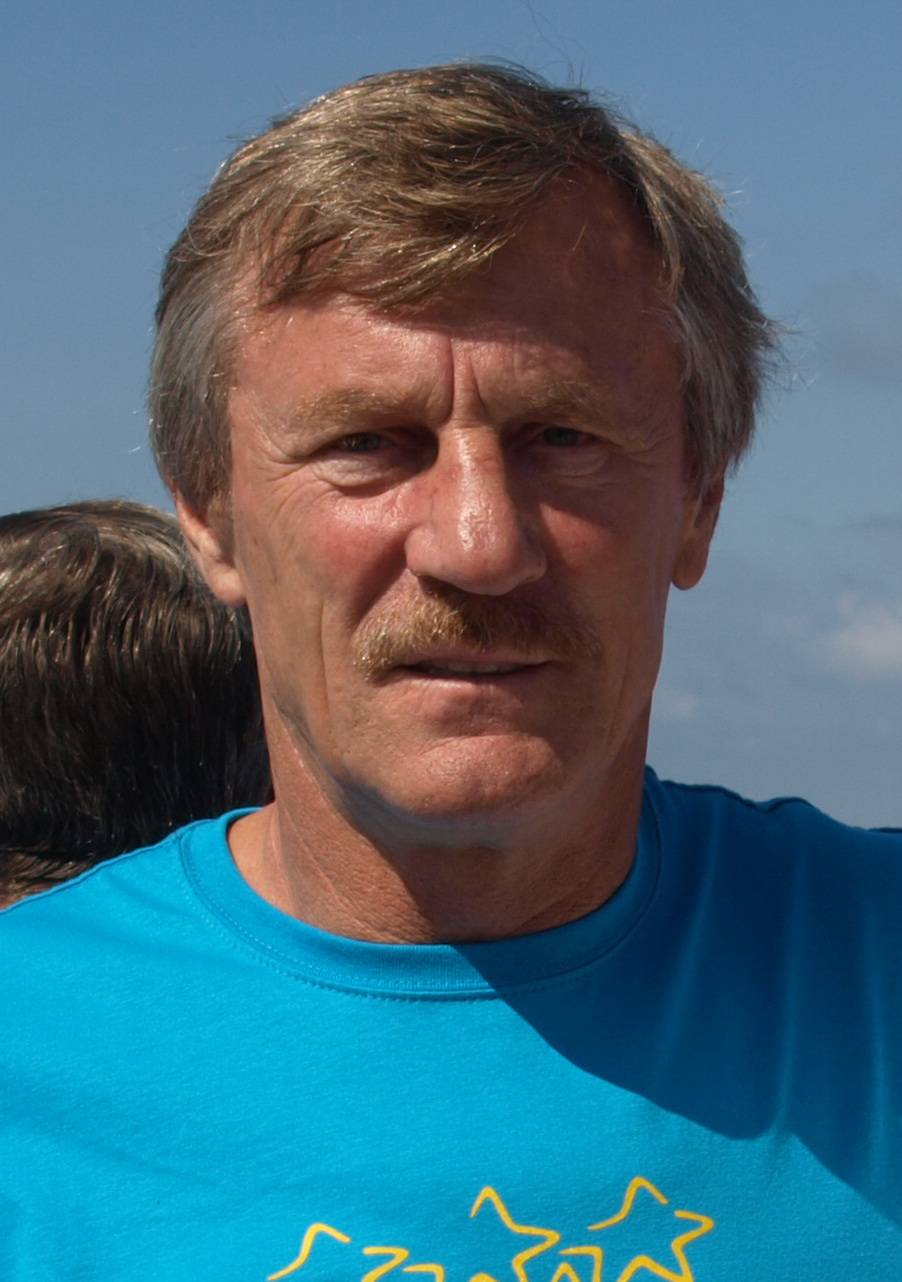
Józef Młynarczyk

Józef Młynarczyk, bramkarz reprezentacyjny, występujący w klubie FC Porto zdobył Puchar Europy Mistrzów Klubowych w dniu 27 maja 1987 roku. Mecz finałowy odbył się na Praterstadion w Wiedniu, a przeciwnikiem FC Porto była drużyna Bayernu Monachium. Mecz zakończył się wynikiem 2:1.

## Sławomir Wojciechowski
Sławomir Wojciechowski, pomocnik, czterokrotny reprezentant polskiej drużyny narodowej. W sezonie 2000/2001 był zawodnikiem Bayernu Monachium, z którym sięgnął po triumf w Lidze Mistrzów. Wojciechowski nie wystąpił w danych rozgrywkach ani razu. Na ławce rezerwowych pojawił się wyłącznie podczas pierwszego meczu z Helsingborgs IF.

## Jerzy Dudek

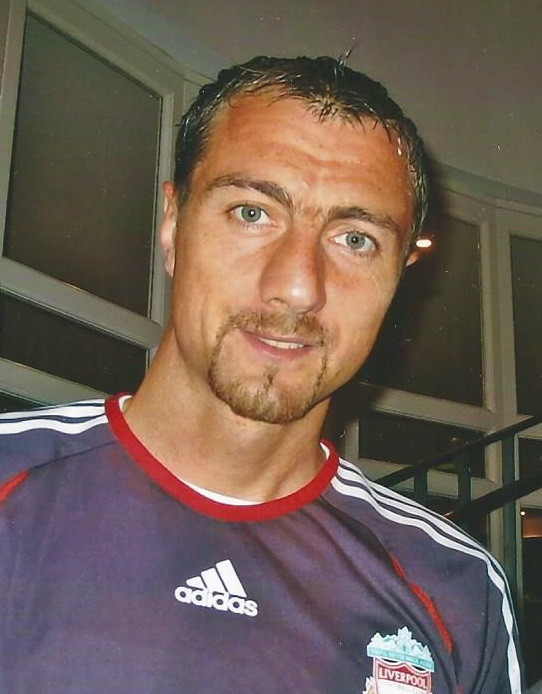
Jerzy Dudek

Jerzy Dudek, bramkarz reprezentacyjny, zdobył Puchar Ligi Mistrzów UEFA w dniu 25 maja 2005 na Atatürk Olimpiyat Stadyumu w Stambule. Wystąpił w bramce Liverpoolu przeciwko AC Milan. Po upływie regulaminowego czasu gry był remis 3:3. Dogrywka nie przyniosła rozstrzygnięcia. Sędzia zarządził rzuty karne. Jerzy Dudek obronił dwa z nich, przyczyniając się do zwycięstwa Liverpoolu.

## Tomasz Kuszczak

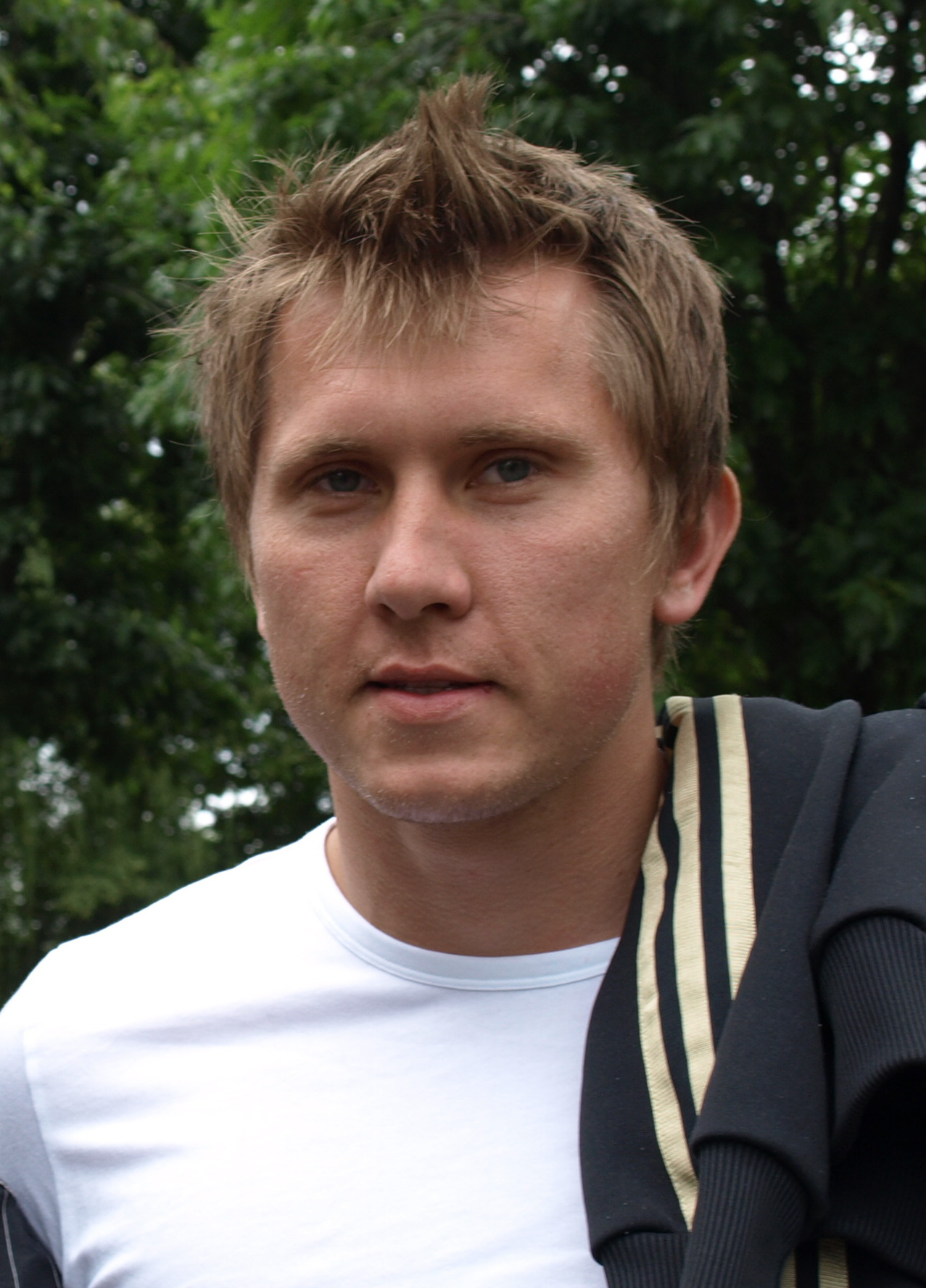
Tomasz Kuszczak

Tomasz Kuszczak, bramkarz reprezentacyjny grający przez wiele lat w klubach Premiership. Wraz z drużyną Manchester United w dniu 21 maja 2008, na stadionie Łużniki w Moskwie, zdobył Puchar Ligi Mistrzów UEFA. Manchester United pokonał Chelsea w rzutach karnych 6:5 (w regulaminowym czasie był remis 1:1). W meczu finałowym był bramkarzem rezerwowym. Wystąpił w pięciu meczach fazy grupowej, w tym w trzech w podstawowym składzie.

## Robert Lewandowski

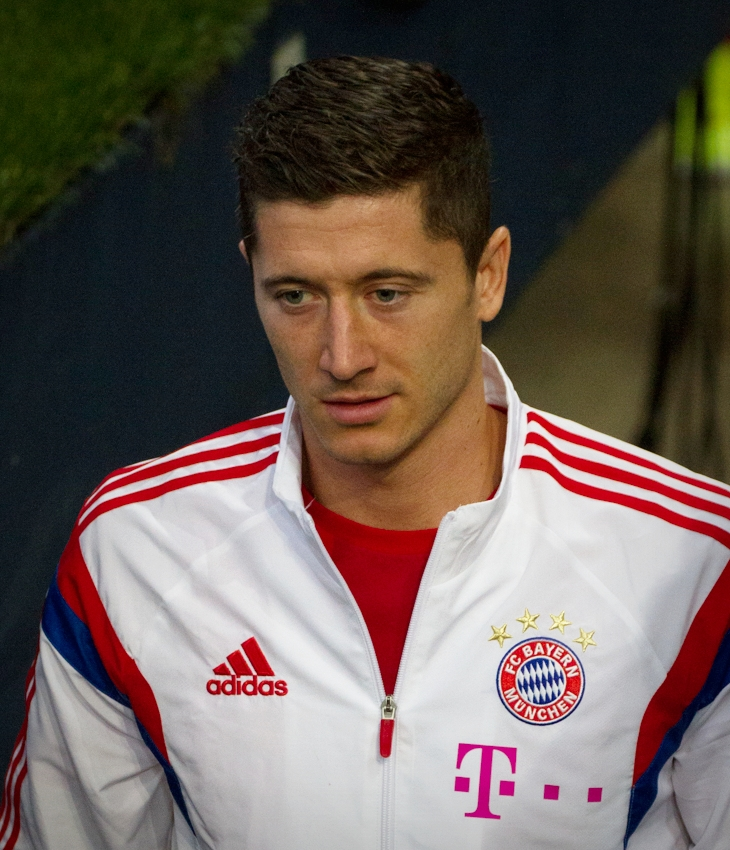
Robert Lewandowski

Robert Lewandowski, napastnik, reprezentant polskiej drużyny narodowej, rekordzista pod względem liczby występów w reprezentacji, a również najlepszy jej strzelec w historii, zdobył Puchar Ligi Mistrzów UEFA w dniu 23 sierpnia 2020, grając w barwach ówczesnego mistrza Niemiec, Bayernu Monachium. Bawarczycy w finale zmierzyli się z francuską drużyną Paris Saint-Germain, wygrywając 1:0, po bramce Kingsleya Comana w 59. minucie. Robert Lewandowski, strzelając 15 bramek został królem strzelców Ligi Mistrzów UEFA sezonu 2019/2020. Oprócz tego sięgnął z klubem potrójną koronę (zwycięstwo w Bundeslidze, Pucharze Niemiec i Lidze Mistrzów) i został królem strzelców we wszystkich tych rozgrywkach.
Ze względu na pandemię COVID-19, UEFA postanowiło przerwać rozgrywki Ligi Europy oraz Ligi Mistrzów w marcu 2020, a dokończyć je w formie turnieju Final 8 rozgrywanego w dniach 14–21 sierpnia na Estádio da Luz oraz Estádio José Alvalade w Lizbonie. Dlatego też finał, który miał odbyć się na Atatürk Olimpiyat Stadyumu w Stambule, został rozegrany na Estádio da Luz. Wszystkie mecze turnieju rozgrywane były bez publiczności. W turnieju uczestniczyło osiem najlepszych drużyn europejskich, które rozegrały mecze ćwierćfinałowe i półfinałowe, bez meczu rewanżowego, systemem pucharowym. 
Dla polskiego napastnika był to drugi finał rozgrywek Ligi Mistrzów, w którym uczestniczył. Pierwszy raz grał w finale będąc zawodnikiem Borussii Dortmund przeciwko Bayernowi Monachium w dniu 25 maja 2013, na stadionie Wembley w Londynie. Wtedy Borussia przegrała z Bayernem 1:2. Lewandowski w rozgrywkach Ligi Mistrzów UEFA sezonu 2012/2013 został wicekrólem strzelców, z wynikiem 10 bramek.